# Aphyocharax gracilis
Aphyocharax gracilis är en fiskart som beskrevs av Fowler, 1940. Aphyocharax gracilis ingår i släktet Aphyocharax och familjen Characidae. Inga underarter finns listade i Catalogue of Life.